# Copa Brasil Universitário de Futebol Feminino
A Copa Brasil Universitário de Futebol Feminino é uma competição de futebol organizada pela Confederação Brasileira do Desporto Universitário (CBDU) com apoio do Ministério do Esporte, realizada anualmente a partir de 2014.

## Sobre as edições

### Títulos por universidades
| Universidade | Títulos         | Vices    | Terceiro Lugar | Quarto Lugar |
| ------------ | --------------- | -------- | -------------- | ------------ |
| UNIARP       | 2 (2014 e 2015) | 0        | 0              | 0            |
| FATE         | 0               | 1 (2015) | 0              | 0            |
| UPIS         | 0               | 1 (2014) | 0              | 0            |
| DOCTUM       | 0               | 0        | 1 (2015)       | 1 (2014)     |
| FACOL        | 0               | 0        | 1 (2014)       | 0            |
| ICESP        | 0               | 0        | 0              | 1 (2015)     |

### Títulos por estado
| Estado           | Títulos | Vices | Terceiro Lugar | Quarto Lugar |
| ---------------- | ------- | ----- | -------------- | ------------ |
| Santa Catarina   | 2       | 0     | 0              | 0            |
| Distrito Federal | 0       | 1     | 0              | 1            |
| Ceará            | 0       | 1     | 0              | 0            |
| Espírito Santo   | 0       | 0     | 1              | 1            |
| Pernambuco       | 0       | 0     | 1              | 0            |

### Títulos por região
| Região       | Títulos | Vices | Terceiro Lugar | Quarto Lugar |
| ------------ | ------- | ----- | -------------- | ------------ |
| Sul          | 2       | 0     | 0              | 0            |
| Nordeste     | 0       | 1     | 1              | 0            |
| Centro-Oeste | 0       | 1     | 0              | 1            |
| Sudeste      | 0       | 0     | 1              | 1            |